# Lijst van oorlogsmonumenten in Zaltbommel
De Nederlandse gemeente Zaltbommel heeft 4 oorlogsmonumenten. Hieronder een overzicht.
| Nr.                             | Object                                | Herdachte groep                                            | Ontwerper                                                   | Onthulling       | Type            | Locatie                         | Plaats                                       | Coördinaten                   | Foto              |
| ------------------------------- | ------------------------------------- | ---------------------------------------------------------- | ----------------------------------------------------------- | ---------------- | --------------- | ------------------------------- | -------------------------------------------- | ----------------------------- | ----------------- |
| 2084                            | Joods monument                        | vervolgden Nederland                                       | Hans Keser (27-04-1941)                                     | 27 november 1967 | zuil            | Bossche Poort, 5301             | Zaltbommel                                   | 51° 48' 38" NB, 5° 15' 2" OL  | Joods monument    |
| 2341                            | Plaquette in het NS-station           | burgerslachtoffers                                         | Ir. H.G.J. Schelling (ontwerp), H.J. Winkelman (uitvoering) |                  | plaquette       | Oude Stationsweg 73, 5301 LG    | Zaltbommel                                   | 51° 48' 29" NB, 5° 15' 44" OL |                   |
| 2850                            | Plaquette aan de Minnebroederstraat   | algemeen                                                   |                                                             | 4 mei 2006       | plaquette       | Minnebroederstraat 2, 5301 AZ   | Zaltbommel                                   | 51° 48' 47" NB, 5° 14' 51" OL |                   |
| 3957                            | Herdenkingsplaquette                  | burgerslachtoffers, Vervolgden Nederland, Verzet Nederland |                                                             | 9 september 2016 | plaquette       | De Virieusingel                 | Zaltbommel                                   | 51° 48' 38" NB, 5° 15' 3" OL  |                   |
|                                 | Herdenkingsborden op 13 crashlocaties | geallieerde militairen                                     |                                                             |                  | herdenkingsbord |                                 | Zaltbommel, Zuilichem, Geldermalsen en Beesd |                               |                   |
| Dit oorlogsmonument op Wikidata | Stolpersteine                         | vervolgden Nederland                                       | Gunter Demnig                                               |                  | reliëf          | Zie Stolpersteine in Zaltbommel | Zaltbommel                                   |                               | Meer afbeeldingen |

Aalten ·
Apeldoorn ·
Arnhem ·
Barneveld ·
Berg en Dal ·
Berkelland ·
Beuningen ·
Bronckhorst ·
Brummen ·
Buren ·
Culemborg ·
Doesburg ·
Doetinchem ·
Druten ·
Duiven ·
Ede ·
Elburg ·
Epe ·
Ermelo ·
Harderwijk ·
Hattem ·
Heerde ·
Heumen ·
Lingewaard ·
Lochem ·
Maasdriel ·
Montferland ·
Neder-Betuwe ·
Nijkerk ·
Nijmegen ·
Nunspeet ·
Oldebroek ·
Oost Gelre ·
Oude IJsselstreek ·
Overbetuwe ·
Putten ·
Renkum ·
Rheden ·
Rozendaal ·
Scherpenzeel ·
Tiel ·
Voorst ·
Wageningen ·
West Betuwe ·
West Maas en Waal ·
Westervoort ·
Wijchen ·
Winterswijk ·
Zaltbommel ·
Zevenaar ·
Zutphen